# Тугай, Жанна Георгиевна
Жанна Георгиевна Тугай (укр. Жанна Георгіївна Тугай, 4 апреля 1937, Шпола, Киевская область — 25 января 2023, Львов) — советская и украинская театральная актриса. Народная артистка УССР (1987).

## Биография
В 1958 году окончила Киевский театральный институт (преподаватель Семён Ткаченко).
В 1958—1959 годах работала во Львовском театре юного зрителя (ныне — Первый украинский театр для детей и юношества). В 1959—1965 годах и с 1967 года работала во Львовском театре Советской Армии (ныне — Львовский академический драматический театр имени Леси Украинки).

## Роли
- «Свадьба в Малиновке» Б. Александрова — Ярынка
- «Мария» Салинского – Василиса
- «Власть тьмы» Льва Толстого — Анютка
- «Три сестры» Антона Чехова — Ольга
- «Униженные и оскорблённые», «Игрок» Фёдора Достоевского — Нелли, Бланш де Каманж
- «Цвета» Павла Арье — Женщина в чёрном

Львовский драматический театр имени Леси Украинки
- 2012 — «Моя дорогая Памела, или Как укокошить старушку» Джона Патрика; реж. Людмила Колосович[укр.][1].

## Фильмография
- Под созвездием Близнецов (1979)
- От Буга до Вислы (1980, эпизод)
- Кармелюк (1985, шинкарка)